# Earth - La nostra Terra
Earth - La nostra Terra (Earth) è un film del 2007 diretto da Alastair Fothergill e Mark Linfield. È un documentario naturalistico co-prodotto da BBC Worldwide e Greenlight Media e tratto dal programma televisivo del 2006 Planet Earth (di cui riutilizza molte scene), incentrato sulla diversità degli habitat e delle creature selvatiche in tutto il pianeta. Distribuito nel Regno Unito dalla Lionsgate il 16 novembre 2007, in America e Italia il film fu distribuito nel 2009 dalla Walt Disney Studios Motion Pictures sotto la neonata etichetta Disneynature, che operò alcune modifiche a montaggio e colonna sonora e sostituì il narratore britannico Patrick Stewart con James Earl Jones. Con un incasso totale ai botteghini mondiali superiore a 100 milioni di dollari, Earth è il secondo documentario naturalistico con il maggior incasso di sempre. Nel 2017 ne fu distribuito un sequel, Earth - Un giorno straordinario.

## Trama
Nel corso di un anno solare, lo spettatore viene accompagnato in un viaggio dal polo nord a gennaio al polo sud a dicembre, rivelando come le piante e gli animali rispondono all'energia del sole e al mutare delle stagioni. Il film, pur mostrando un gran numero di specie animali, si concentra su tre in particolare: l'orso polare, l'elefante africano e la megattera.
Nell'Artide a gennaio, mentre l'oscurità dell'inverno lascia il posto al sole, viene mostrata una madre di orso polare che emerge dalla sua tana con due nuovi cuccioli. Ha bisogno di cibo e deve condurre i suoi cuccioli al suo terreno di caccia sulla banchisa prima che inizi a rompersi. Ad aprile il sole non tramonta mai e ad agosto tutto il ghiaccio marino si è sciolto. La madre e i cuccioli si sono ritirati sulla terraferma, ma un orso polare maschio è intrappolato in mare e deve cercare la terraferma nuotando. Raggiunge un'isola con una colonia di trichechi, ma è troppo esausto per ucciderne uno e muore per le ferite riportate nell'attacco.
Gli elefanti africani vengono ripresi dall'alto mentre affrontano una tempesta di sabbia nel deserto del Kalahari. Giugno è la stagione secca e bisogna percorrere antichi sentieri tramandati di generazione in generazione per raggiungere gli abbeveratoi. Una madre e il suo cucciolo vengono separati dalla mandria durante la tempesta ma riescono a mettersi al riparo. La matriarca conduce la mandria in un abbeveratoio temporaneo, ma devono condividerlo con leoni affamati e grifoni dorsobianco spazzini. I leoni vengono mostrati mentre attaccano un elefante solitario di notte, quando la loro visione superiore dà loro il sopravvento. L'arrivo della mandria al Delta dell'Okavango coincide con le alluvioni stagionali che trasformano il deserto in un lussureggiante mondo acquatico.
Una madre e un cucciolo di megattera vengono ripresi dall'alto e sott'acqua nei loro terreni di riproduzione nei mari poco profondi della zona torrida. Non c'è niente da mangiare qui per la madre, quindi deve guidare il suo cucciolo in un viaggio di 6.400 chilometri a sud verso i ricchi terreni di caccia vicino all'Antartide, la migrazione più lunga di qualsiasi mammifero marino. Lungo il percorso, navigano in mari pericolosi dove vengono filmati i grandi squali bianchi mentre fanno breccia durante la caccia. Leoni marini, pesci vela e delfini si uniscono per attirare un branco di piccoli pesci. A ottobre entrano nelle acque polari e a dicembre il sole antartico ha sciolto la banchisa per formare baie riparate. Qui, le balene vengono mostrate mentre si nutrono di krill intrappolandoli in reti di bolle.

## Distribuzione
Il film fu proiettato in anteprima il 14 luglio 2007 al Vaduz Film Festival, e distribuito in gran parte dell'Europa tra la fine del 2007 e l'inizio del 2008. Nell'aprile 2008 fu annunciato che Earth sarebbe stato il primo lungometraggio distribuito dalla Disneynature, una nuova unità cinematografica di The Walt Disney Studios specializzata in documentari naturalistici. Il film uscì in America del Nord, Italia e gran parte dell'America Latina il 22 aprile 2009 in occasione della Giornata della Terra; la Disney sostituì il narratore britannico Patrick Stewart con James Earl Jones e operò alcune modifiche nel montaggio e nella colonna sonora, sostituendo tra l'altro le scene finali in cui si sensibilizza sui cambiamenti ambientali e il riscaldamento globale con dei filmati dietro le quinte che vengono mostrati durante i titoli di coda. La Walt Disney Studios Motion Pictures si è occupata anche della distribuzione in Canada, in Italia e nei paesi dell'America Latina.

### Data di uscita
Le date di uscita internazionali sono state:
- 10 ottobre 2007 in Svizzera e Francia (Un jour sur terre)
- 11 ottobre in Grecia (Planitis Gi)
- 26 ottobre in Spagna (Tierra)
- 31 ottobre in Belgio
- 1º novembre in Israele
- 16 novembre in Regno Unito e Irlanda
- 29 novembre nei Paesi Bassi
- 12 gennaio 2008 in Giappone (アース)
- 7 febbraio in Germania (Unsere Erde)
- 8 febbraio in Austria
- 1º maggio in Ungheria (A Föld)
- 21 agosto in Nuova Zelanda
- 4 settembre in Corea del Sud
- 22 aprile 2009 in Stati Uniti, Canada, Italia, Argentina (La tierra), Brasile (Terra), Panama, Perù (La tierra) e Venezuela (La tierra)
- 24 aprile in Colombia ed Ecuador
- 15 maggio in Messico (La tierra)
- 25 ottobre in Danimarca
- 11 dicembre in Finlandia (Planeettamme Maa : elokuva)
- 26 marzo 2010 in Islanda
- 22 aprile a Singapore

### Edizione italiana
Il doppiaggio italiano del film fu eseguito dalla Dubbing Brothers Int. Italia e diretto da Danilo De Girolamo, autore anche dell'adattamento dei dialoghi e con Paolo Bonolis come voce narrante.

### Edizioni home video
Il film fu distribuito in DVD-Video e Blu-ray Disc nel Regno Unito il 17 marzo 2008; come extra sono inclusi il making of e delle interviste ai realizzatori. In Italia fu distribuito in DVD e BD il 23 settembre 2009; entrambe le edizioni includono il making of, mentre il BD include anche un commento Picture-in-Picture dei realizzatori e un menu principale interattivo che offre ulteriori video pop-up e curiosità.